# 이산들와나
이산들와나(Isandlwana)는 남아프리카 공화국의 콰줄루나탈주에 위치한 고립된 언덕이다. 더반에서 북북서쪽으로 169 킬로미터 (105 mi) 떨어져 있다. 이름은 줄루족이 소의 두 번째 위인 주름위와 닮았다고 생각했기 때문에 붙여졌다고 한다.

## 역사
이 산은 역사적으로 중요한 의미를 지닌다. 1879년 1월 22일, 이산들와나는 이산들와나 전투가 벌어진 곳으로, 약 22,000명의 줄루 전사들이 줄루 전쟁의 초기 교전 중 하나에서 약 1,750명의 영국군과 아프리카 군대를 격파했다. 줄루군은 주로 느칭와요 카마홀레 코자의 지휘를 받았다. 이 전투는 빅토리아 시대 동안 영국군이 겪었던 최악의 패배 중 하나였다.
이산들와나 언덕(남위 28° 21′ 32″ 동경 30° 39′ 9″)은 투겔라강의 지류인 버팔로강의 여울인 로크스 드리프트에서 정동쪽으로 9.7 킬로미터 (6 mi) 솟아 있다.

## 같이 보기
- 이산들와나 전투
- 남아프리카 공화국의 산 목록
- SAS 이산들와나 (F146) - 남아프리카 해군의 용기급 호위함